# William Winn (Sänger)
William Winn (8. Mai 1828 in Bramham, Yorkshire – 4. Juni 1888 in London) war ein englischer Oratoriensänger (Bass) und Komponist.

## Leben
Winn wurde von Georg Smart und Francesco Schira in London ausgebildet. Sein erstes Konzert war 1885 in der Londoner St Martin’s Hall, wo er als Solist in Paulus von Mendelssohn sang. Er entwickelte sich bald zu einem der führenden Oratoriensänger seiner Generation.
1864 erfolgte seine Berufung als Gentleman of the Royal Chapel an den St James’s Palace, 1867 machte man ihn zum Vicar-Choral von St Paul’s Cathedral. Zudem komponierte er auch einige populäre Lieder.
Seine Tochter Florence Winn (geb. 1857) wurde ebenfalls eine bekannte Oratoriensängerin (Alt).